# Jan Kumpera
Jan Kumpera (* 2. prosince 1946 Plzeň) je český historik, odborník na raný novověk. Působí na katedře historie Pedagogické fakulty Západočeské univerzity v Plzni (1998–2013 její vedoucí), zabývající se komeniologií, komparativními evropskými dějinami s důrazem na raný novověk a kulturněhistorickou problematikou.

## Život
V letech 1965–1970 vystudoval Filozofickou fakultu Univerzity Karlovy (obor dějepis–anglický jazyk). K jeho učitelům patřili profesoři Josef Polišenský, František Kavka, Zdeněk Stříbrný, Miroslav Hroch ad. V letech 1970–1976 pracoval v Historickém ústavu ČSAV, ten pak musel opustit, neboť odmítl vstoupit do KSČ. V roce 1971 získal titul PhDr. na FFUK (Jan Amos Komenský a anglická revoluce), od roku 1976 přednáší na katedře historie Pedagogické fakulty v Plzni (od 1991 součást Západočeské univerzity, na jejímž založení počátkem 90. let se podílel a jejímž byl v letech 1991–1993 prorektorem). V roce 1977 obdržel hodnost CSc. (kandidátská práce Anglická zemědělská revoluce 17. a 18. století) a 1985 titul docent (řádné jmenovací řízení). V roce 1992 se habilitoval na Filozofické fakultě Univerzity Karlovy jako docent obecných dějin životopisnou monografií Jan Amos Komenský. Poutník na rozhraní věků. V roce 1998 byl jmenován profesorem obecných dějin na základě profesorského řízení na Filozofické fakultě Masarykovy univerzity v Brně (kde také externě přednášel anglické dějiny).
Od 80. let a zejména od roku 1990 přednášel (v angličtině, němčině, ruštině) a působil i na mnoha zahraničních univerzitách v Evropě (Lipsko, Berlín, Bayreuth, Poznaň, Pécs, Vídeň, Linec, Amsterodam, Londýn, Sheffield, Aberdeen, Řím, Moskva, Petrohrad, Kyjev), v USA (Boston) a Kanadě (Montréal, Calgary). Přednáší komparativní evropské dějiny, náboženskou a kulturně historickou problematiku raného novověku, historiografii a didaktickou aplikaci obecných dějin. Také překládá a lektoruje odborně naučnou literaturu. V letech 2001–2005 garantoval a realizoval projekt GAČR č.404-02-1368 Kulturně-historický vývoj západních Čech a od 2011 je garantem projektu NAKI ID DF12P01OVV049 Didaktická aplikace regionálních dějin Plzně a Plzeňského kraje. Těžiště jeho práce však v uplynulých téměř čtyřiceti letech spočívalo přednostně ve vzdělávání a výchově historiků, učitelů dějepisu, počet jeho žáků a diplomantů zahrnuje několik stovek pedagogů a také mnoho muzejních, archivních a kulturních pracovníků.
V roce 2021 obdržel Jan Kumpera od Národního pedagogického muzea a knihovny J. A. Komenského v Praze velkou medaili Komenského za mimořádný přínos v oblasti výzkumu života a díla J. A. Komenského.
Profesor Jan Kumpera je ženatý otec dvou dětí. Je členem Českobratrské církve evangelické. Jeho odborné záliby doplňuje antická numismatika. K jeho dlouholetým zájmům patří též regionální vlastivěda a sportovní problematika, zejména vodní turistika.

## Výběr z díla
- Západočeský kraj A–Z. Historie, památky, příroda. [Plzeň] : Západočeské nakladatelství, 1989.
- Jan Amos Komenský. Poutník na rozhraní věků. Ostrava : AMOSIUM SERVIS, 1992.
- Historia mundi. (čtyři díly) Plzeň : Západočeská univerzita, 1998–2002.
- Evropa v branách novověku. Plzeň : Západočeská univerzita, 2002.
- Řeky a říčky Karlovarského kraje aneb Vodní toulky krajem lázní. Plzeň : Agentura Ekostar, 2004.
- Osobnosti a západní Čechy. I. díl (do poloviny 19. století). Plzeň : Ševčík, 2005.
- Rybníky Plzeňského kraje aneb Putování za rybniční vůní. Plzeň : Ševčík, 2008.